# Российско-лесотские отношения
Российско-лесотские отношения — двусторонние дипломатические отношения между Россией и Лесото.

## История
Дипломатические отношения между СССР и Лесото установлены 1 февраля 1980 года. В декабре 1985 между странами были подписаны межправительственные соглашения о двустороннем сотрудничестве в области культуры и науки, а также об экономическом и техническом сотрудничестве.
Лесото признало Россию правопреемницей СССР 24 января 1992 года. Посольство СССР (затем России) действовало в Масеру с октября 1983 по август 1992, когда функции российского дипломатического представительства в Лесото были переданы посольству России в ЮАР.
Торгово-экономические связи между странами отсутствуют, однако имеются возможности взаимодействия в сферах водных ресурсов, энергетики, горнорудной промышленности и транспортной инфраструктуры.

## Послы

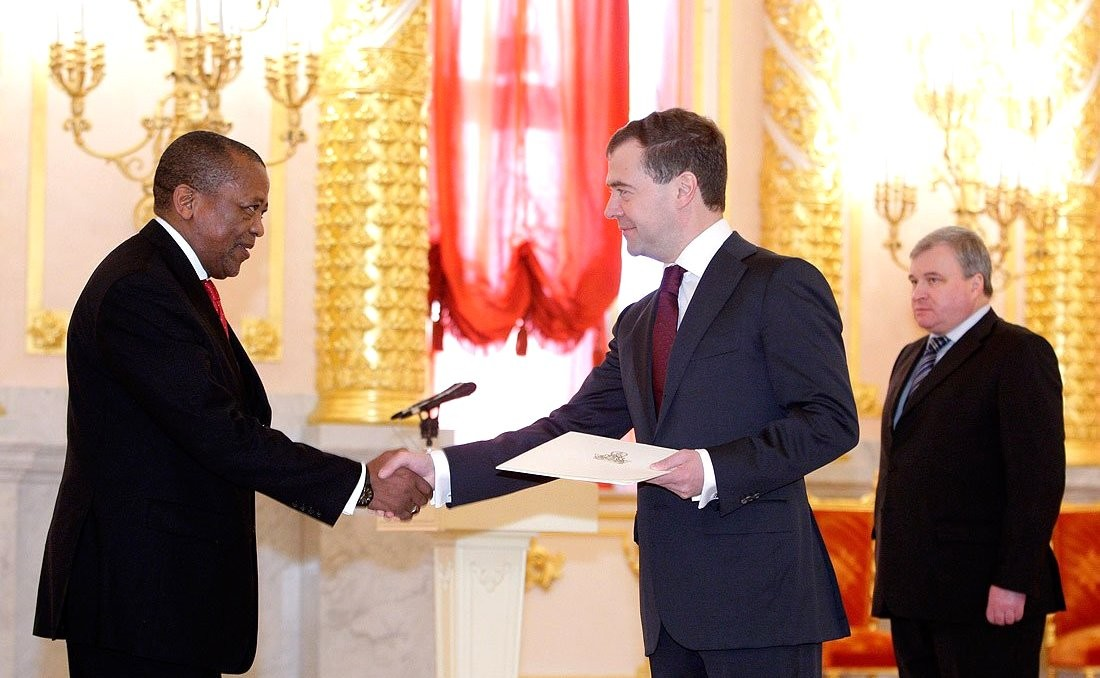
Посол Лесото Макасэ Ньяпхиси в России и Дмитрий Медведев.

Послом России в Лесото (по совместительству) является посол России в ЮАР А. А. Макаров (с 2007). Посол Лесото в России (по совместительству) —  Матлотлисо Линео Лидия Хечане-Нтоане (с 2014). Почётный консул Лесото в Москве — гражданин России Д. Ю. Шерковин (с 2005).